# Чемпионат Европы по водным видам спорта 1985
17-й чемпионат Европы по водным видам спорта прошёл с 4 по 11 августа 1985 года в Софии (Болгария). В программу чемпионата, традиционно включавшую в себя соревнования по плаванию, прыжкам в воду, синхронному плаванию и водному поло среди мужчин, добавился турнир по водному поло среди женщин, проведённый в Осло (Норвегия). Всего было разыграно 39 комплектов наград.

## Медалисты

### Плавание

#### Мужчины
| Дисциплина                       | Золото                                                        | Золото   | Серебро                                                                   | Серебро  | Бронза                                                                          | Бронза   |
| -------------------------------- | ------------------------------------------------------------- | -------- | ------------------------------------------------------------------------- | -------- | ------------------------------------------------------------------------------- | -------- |
| 100 м вольным стилем             | Стефан Карон (Франция)                                        | 50,20    | Йорг Войте (ГДР)                                                          | 50,38    | Стефан Волери (Швейцария)                                                       | 50,70    |
| 200 м вольным стилем             | Михаэль Гросс (ФРГ)                                           | 1.47,95  | Свен Лодзивски (ГДР)                                                      | 1.49,99  | Томми Вернер (Швеция)                                                           | 1.50,04  |
| 400 м вольным стилем             | Уве Дасслер (ГДР)                                             | 3.51,52  | Свен Лодзивски (ГДР)                                                      | 3.51,54  | Райнер Хенкель (ФРГ)                                                            | 3.51,79  |
| 1500 м вольным стилем            | Уве Дасслер (ГДР)                                             | 15.08,56 | Райнер Хенкель (ФРГ)                                                      | 15.10,34 | Штефан Пфайффер (ФРГ)                                                           | 15.20,67 |
| 100 м на спине                   | Игорь Полянский (СССР)                                        | 55,24    | Дирк Рихтер (ГДР)                                                         | 56,02    | Сергей Заболотнов (СССР)                                                        | 56,88    |
| 200 м на спине                   | Игорь Полянский (СССР)                                        | 1.58,50  | Сергей Заболотнов (СССР)                                                  | 2.01,88  | Франк Бальтруш (ГДР)                                                            | 2.02,57  |
| 100 м брассом                    | Адриан Мурхауз (Великобритания)                               | 1.02,99  | Рольф Беаб (ФРГ)                                                          | 1.03,38  | Дмитрий Волков (СССР)                                                           | 1.03,59  |
| 200 м брассом                    | Дмитрий Волков (СССР)                                         | 2.19,53  | Александре Иокоши (Португалия)                                            | 2.19,63  | Этьен Дагон (Швейцария)                                                         | 2.19,69  |
| 100 м баттерфляем                | Михаэль Гросс (ФРГ)                                           | 54,02    | Эндрю Джеймсон (Великобритания)                                           | 54,30    | Марсел Гери (Чехословакия)                                                      | 54,86    |
| 200 м баттерфляем                | Михаэль Гросс (ФРГ)                                           | 1.56,65  | Бенни Нильсен (Дания)                                                     | 1.58,80  | Франк Дрост (Нидерланды)                                                        | 2.00,16  |
| 200 м комплексным плаванием      | Тамаш Дарньи (Венгрия)                                        | 2.03,23  | Йозеф Гладки (Чехословакия)                                               | 2.04,13  | Петер Бермель (ФРГ)                                                             | 2.04,47  |
| 400 м комплексным плаванием      | Тамаш Дарньи (Венгрия)                                        | 4.20,70  | Вадим Ярощук (СССР)                                                       | 4.21,54  | Райк Ханнеман (ГДР)                                                             | 4.26,33  |
| Эстафета 4×100 м вольным стилем  | ФРГ Александр Шовтка Томас Фарнер Дирк Кортхалс Михаэль Гросс | 3.22,18  | ГДР · Дирк Рихтер · Свен Лодзивски · Ларс Хиннебург · Йорг Войте          | 3.22,32  | Швеция · Томми Вернер · Михаэль Сёдерлунд · Бенгт Барон · Пер Юханссон          | 3.22,41  |
| Эстафета 4×200 м вольным стилем  | ФРГ Александр Шовтка Томас Фарнер Андре Шадт Михаэль Гросс    | 7.19,23  | Швеция · Томми Вернер · Михаэль Сёдерлунд · Андерс Холмерц · Пер Юханссон | 7.25,69  | Нидерланды · Эдсард Склингеман · Ханс Крус · Патрик Дибиона · Франк Дрост       | 7.32,82  |
| Комбинированная эстафета 4×100 м | ФРГ Александр Шовтка Томас Лебхерц Рольф Беаб Михаэль Гросс   | 3.43,59  | ГДР · Дирк Рихтер · Инго Грцивотц · Томас Дресслер · Йорг Войте           | 3.45,35  | Италия · Мауро Марини · Джанни Минервини · Фабрицио Рампаццо · Андреа Чеккарини | 3.46,09  |

#### Женщины
| Дисциплина                       | Золото                                                                  | Золото  | Серебро                                                                            | Серебро | Бронза                                                                                | Бронза  |
| -------------------------------- | ----------------------------------------------------------------------- | ------- | ---------------------------------------------------------------------------------- | ------- | ------------------------------------------------------------------------------------- | ------- |
| 100 м вольным стилем             | Хайке Фридрих (ГДР)                                                     | 55,71   | Мануэла Штелльмах (ГДР)                                                            | 55,77   | Конни ван Бентум (Нидерланды)                                                         | 56,33   |
| 200 м вольным стилем             | Хайке Фридрих (ГДР)                                                     | 1.59,55 | Мануэла Штелльмах (ГДР)                                                            | 1.59,88 | Ваня Аргирова (Болгария)                                                              | 2.02,62 |
| 400 м вольным стилем             | Астрид Штраус (ГДР)                                                     | 4.09,22 | Анке Мёринг (ГДР)                                                                  | 4.10,55 | Елена Дендеберова (СССР)                                                              | 4.14,44 |
| 800 м вольным стилем             | Астрид Штраус (ГДР)                                                     | 8.32,45 | Сара Хардкастл (Великобритания)                                                    | 8.32,57 | Анке Мёринг (ГДР)                                                                     | 8.40,82 |
| 100 м на спине                   | Бирте Вайганг (ГДР)                                                     | 1.02,16 | Катрин Циммерман (ГДР)                                                             | 1.02,60 | Наталья Шибаева (СССР)                                                                | 1.03,12 |
| 200 м на спине                   | Корнелия Зирх (ГДР)                                                     | 2.10,89 | Катрин Циммерман (ГДР)                                                             | 2.12,43 | Йоланда де Ровер (Нидерланды)                                                         | 2.15,06 |
| 100 м брассом                    | Сильвия Гераш (ГДР)                                                     | 1.08,62 | Зильке Хёрнер (ГДР)                                                                | 1.08,95 | Таня Богомилова (Болгария)                                                            | 1.09,46 |
| 200 м брассом                    | Таня Богомилова (Болгария)                                              | 2.28,57 | Сильвия Гераш (ГДР)                                                                | 2.29,02 | Зильке Хёрнер (ГДР)                                                                   | 2.29,82 |
| 100 м баттерфляем                | Корнелия Гресслер (ГДР)                                                 | 59,46   | Бирте Вайганг (ГДР)                                                                | 1.00,45 | Татьяна Курникова (СССР)                                                              | 1.01,73 |
| 200 м баттерфляем                | Жаклин Алекс (ГДР)                                                      | 2.11,78 | Корнелия Гресслер (ГДР)                                                            | 2.11,87 | Петра Циндлер (ФРГ)                                                                   | 2.14,62 |
| 200 м комплексным плаванием      | Катлен Норд (ГДР)                                                       | 2.16,07 | Соня Благоева (Болгария)                                                           | 2.17,35 | Сюзанне Бёрнике (ГДР)                                                                 | 2.17,96 |
| 400 м комплексным плаванием      | Катлен Норд (ГДР)                                                       | 4.47,08 | Корнелия Зирх (ГДР)                                                                | 4.48,73 | Соня Благоева (Болгария)                                                              | 4.50,69 |
| Эстафета 4×100 м вольным стилем  | ГДР · Астрид Штраус · Карен Кёниг · Мануэла Штелльмах · Хайке Фридрих   | 3.44,48 | ФРГ Ирис Цшерпе Сюзанне Шустер Кристиане Пильке Карин Зайк                         | 3.47,38 | Нидерланды · Конни ван Бентум · Илсе Угама · Карин Бринессе · Анна Мария Верстаппен   | 3.48,59 |
| Эстафета 4×200 м вольным стилем  | ГДР · Астрид Штраус · Карен Кёниг · Мануэла Штелльмах · Хайке Фридрих   | 8.03,82 | Нидерланды · Конни ван Бентум · Илсе Угама · Йоханна ван дер Мер · Милдред Мёйс    | 8.15,14 | Швеция · Сюзанне Нильссон · Мария Кардум · Агнета Эрикссон · Эва Нюберг               | 8.15,15 |
| Комбинированная эстафета 4×100 м | ГДР · Бирте Вайганг · Сильвия Гераш · Корнелия Гресслер · Хайке Фридрих | 4.06,93 | СССР · Наталья Шибаева · Светлана Кузьмина · Татьяна Курникова · Елена Дендеберова | 4.11,32 | Болгария · Бистра Господинова · Таня Богомилова · Радовеста Пиронкова · Ваня Аргирова | 4.11,92 |

### Прыжки в воду

#### Мужчины
| Дисциплина   | Золото                 | Золото | Серебро                  | Серебро | Бронза                     | Бронза |
| ------------ | ---------------------- | ------ | ------------------------ | ------- | -------------------------- | ------ |
| Трамплин 3 м | Николай Дрожжин (СССР) | 635,52 | Петр Георгиев (Болгария) | 604,98  | Дитер Дёрр (ФРГ)           | 592,89 |
| Вышка 10 м   | Томас Кнутс (ГДР)      | 581,46 | Альбин Киллат (ФРГ)      | 579,63  | Доменико Ринальдо (Италия) | 561,30 |

#### Женщины
| Дисциплина   | Золото                    | Золото | Серебро                    | Серебро | Бронза                | Бронза |
| ------------ | ------------------------- | ------ | -------------------------- | ------- | --------------------- | ------ |
| Трамплин 3 м | Жанна Цирульникова (СССР) | 514,32 | Ирина Сидорова (СССР)      | 476,70  | Брита Бальдус (ГДР)   | 471,02 |
| Вышка 10 м   | Анжела Стасюлевич (СССР)  | 414,27 | Рамона Петов-Венцель (ГДР) | 400,62  | Алла Лобанкина (СССР) | 388,95 |

### Синхронное плавание
| Дисциплина | Золото | Золото  | Серебро | Серебро | Бронза | Бронза  |
| ---------- | --- | ------- | --- | ------- | --- | ------- |
| Соло       | Кэролин Уилсон (Великобритания) | 184,634 | Мюриэль Эрмин (Франция) | 182,467 | Александра Вориш (Австрия) | 180,000 |
| Дуэты      | Австрия · Эва-Мария Эдингер · Александра Вориш                                                                                      | 180,642 | Франция · Мюриэль Эрмин · Паскаль Бессон | 179,133 | Великобритания · Аманда Додд · Кэролин Уилсон | 177,767 |
| Группы     | Франция · Катрин Амон · Паскаль Бессон · Анн Капрон · Анн-Каролин Матьё · Сильви Муассон · Одиль Пети · Карин Шулер · Мюриэль Эрмин | 171,379 | Великобритания · Никола Бэтчелор · Элисон Гэррет · Трейси Голдинг · Аманда Додд · Джеки Додд · Джорджина Кумбс · Кэролин Уилсон · Никола Ширн | 170,192 | Нидерланды · Миранда Бурбом · Марьолейн ван де Колк · Анита ван Пассен · Марьолейн Филипсен · Ангелика Фрибель · Мариэль ван де Хейде · Йоанни Янсен · Марион Янсен | 167,787 |

### Водное поло
| Дисциплина | Золото | Серебро | Бронза |
| ---------- | --- | --- | --- |
| Мужчины    | СССР · Виктор Берендюга · Михаил Гиоргадзе · Евгений Гришин · Михаил Иванов · Сергей Котенко · Сергей Маркоч · Нурлан Мендыгалиев · Георгий Мшвениерадзе · Сергей Наумов · Аскар Оразалинов · Павел Прокопчук · Николай Смирнов · Евгений Шаронов     | Югославия · Драган Андрич · Миливой Бебич · Перица Букич · Веселин Джюхо · Милорад Кривокапич · Дени Лушич · Томислав Пашквалин · Зоран Петрович · Андрия Попович · Горан Сукно · Дубравко Шименц                                                             | ФРГ · Томас Лёбб · Райнер Оссельман · Франк Отто · Петер Рёле · Дирк Тайсман · Армандо Фернандес · Райнер Хоппе · Томас Хубер |
| Женщины    | Нидерланды · Анита Бибо · Мариан Валти · Марион ван дер Марк · Маделин ван Хемстра · Хедда Вердам · Моник Краненбург · Патрисия Либрегтс · Алиса Линдхаут · Лилиан Оссендрейвер · Инеке Песман · Янет Хейнерт · Линеке ван ден Хёвел · Белинда Хиббел | Венгрия · Габриэлла Варконьи · Габриэлла Галлов · Каталин Данча · Андреа Денеш · Жужа Кертес · Ильдико Кокаи · Эва Миклошфалви · Габриэлла Орбан · Ирен Рафаэль · Жужанна Хуфф · Ильдико Шедльмайер · Жужа Шеффер · Андреа Эке · Агнеш Эрнст · Виктория Юштин | ФРГ · |

## Командный зачёт
| Место | Страна         | Золото | Серебро | Бронза | Всего |
| ----- | -------------- | ------ | ------- | ------ | ----- |
| 1     | ГДР            | 17     | 17      | 6      | 40    |
| 2     | СССР           | 7      | 4       | 6      | 17    |
| 3     | ФРГ            | 6      | 4       | 7      | 17    |
| 4     | Великобритания | 2      | 3       | 1      | 6     |
| 5     | Франция        | 2      | 2       | 0      | 4     |
| 6     | Венгрия        | 2      | 1       | 0      | 3     |
| 7     | Болгария       | 1      | 2       | 4      | 7     |
| 8     | Нидерланды     | 1      | 1       | 6      | 8     |
| 9     | Австрия        | 1      | 0       | 1      | 2     |
| 10    | Швеция         | 0      | 1       | 3      | 4     |
| 11    | Чехословакия   | 0      | 1       | 1      | 2     |
| 12    | Дания          | 0      | 1       | 0      | 1     |
| 12    | Португалия     | 0      | 1       | 0      | 1     |
| 12    | Югославия      | 0      | 1       | 0      | 1     |
| 15    | Италия         | 0      | 0       | 2      | 2     |
| 15    | Швейцария      | 0      | 0       | 2      | 2     |
| Всего | Всего          | 39     | 39      | 39     | 117   |

 Страна — хозяин соревнований